# 高塚光
高塚 光（たかつか ひかる、1950年〈昭和25年〉6月26日 - ）は、かつて『現代用語の基礎知識』に「日本にヒーリングというものを広め啓蒙した第一人者」と書かれた人物。
現在は、世界に一つしかない製品を多数開発し特許を取得、地球上での様々な問題を解決する事業を推進中。
情報サービス提供業務・広告代理店業務をおこなう企画・製造・プロデュース会社の代表取締役。
ヒーリング能力を持つ超能力者であり、かつて東急エージェンシー社員の傍ら、多くの人々にヒーリングを施していたことから、「超能力サラリーマン」と呼ばれ、その半生が東映で映画化された「超能力者 未知への旅人」で話題となった。「タカツカ ヒカル」とカタカナ表記を名乗っていた時期もある。山口県笠戸島出身。

## 来歴
法政大学卒業後、多くの職業を転々としたのちに東急エージェンシーに入社。1989年（平成元年）以降、同社の社内報や関連する雑誌社の雑誌記事にヒーリング能力者として紹介されて話題となり、高塚のもとへヒーリングを求める面会人が殺到。会社員業の傍ら、無償で面会人たちのヒーリングを行なう生活を送り始めた。面会の殺到にともなって本業にも支障を来したことから、自社ではやがて非常勤の嘱託社員の扱いとなった。退職にならなかったのは、東急エージェンシー側が彼の行為を自社にとって有益な営業活動と見なしたことからであった。
同時に東急エージェンシー同意のもと私設事務所・ジュピターを開設。1990年（平成2年）には同事務所のアシスタントの女性が超能力に覚醒したという触れ込みで、高塚のプロモーションのもとに超能力歌手「YUMIKO」としてデビューし、記者会見ではデビュー曲『スプーンの曲がったイブ』を歌いながらスプーン曲げを演じた。
東急エージェンシーが東映と関連していたことで、1994年（平成6年）には高塚の半生をモデルとした映画『超能力者 未知への旅人』が東映系で公開され、高塚自身も一部に出演した。映画上映と前後して各マスメディアにも顔を出し、一躍、時の人となり、同年8月に東映のセレモニーで行われた講演会では約500人が殺到するほどの人気を見せた。本業がサラリーマンであることから、マスコミでは「超能力サラリーマン」の呼び名で持て囃された。
ブームに便乗し、女性週刊誌の『女性自身』では「高塚光のスター“病霊”対談」、『週刊女性』では「高塚光の手かざしパワー!」と題し、芸能人ゲストを相手に超能力を実演する企画が連載された。ほかにもテレビ番組、ラジオ番組、新聞、週刊誌など多くのメディアに顔をだし、講演会でも活動した。当時の高塚の談では、話題に昇ったことで1日に平均13人、多いときには60人の面会人が訪れるようになり、平成31年まで31年間の面会相手の数は７万人以上に昇っている。芸能界、スポーツ界、皇族、政界、財界の著名人も多く面会に訪れた。
しかし大ブームの反面、超常的な力を否定するような発言も次第に見られ始め、超能力者と呼ばれる自分を「うさん臭い」「いかがわしい」とも公言していた。『週刊朝日』『サンデー毎日』などの記事や『ビートたけしのTVタックル』の番組中で、自身の能力によるボランティア活動の信憑性を大竹まことに批難されたが、高塚は27歳の時、身体障害者への支援活動で東京都から表彰された表彰状を公開し、おちゃらけ番組での話だけれど自分には20年近いボランティア活動の経歴があり、ポッと出のボランティアではないことを話して大竹を諭した。
1994年10月についに、『噂の眞相』に「“超能力”総懺悔」と題した手記を寄せ、自らを「インチキ超能力者」と称し、世間を騒がせたことを読者に対して謝罪した。手記中で高塚は、無償でのヒーリングと本業との両立をほぼ24時間行なう多忙な生活を続けた末、多数の面会依頼者を1人では到底対応しきれなくなったことを謝罪の理由と語っている。翌11月には日本テレビの『スーパースペシャル』に生出演し、番組の中で正式に廃業を宣言し、その後はメディアから姿を消しつつも、無償のヒーリングと講演は続行した。
2000年（平成12年）、インターネット向け番組制作会社「ナビードットコム」の設立を恩人からの依頼で手を貸す。2001年（平成13年）、当時のプロ野球選手であった新庄剛志の渡米の応援のため、彼の愛車のインターネットオークションを大々的に開催するなど手腕を発揮した。同社の経営悪化にともない同年秋の臨時株主総会で前社長が突然解任され、設立に手を貸した高塚が全株主企業から懇願され社長に就任するが、引き継いだIT事業の内容があまりにお粗末だったため、業況は回復せず事業継続を断念、2002年（平成14年）7月に会社を清算するに至った。
前述のように一度は超能力者として廃業宣言をしたものの自身の超能力を否定してはおらず、2006年（平成18年）にペ・ヨンジュンのセコムのコマーシャル出演決定時には、ペ・ヨンジュンの通訳者の脳出血を高塚がヒーリングで治療したことがきっかけで高塚が仲介役となったと報じられた。2010年の自著『誰でも簡単にできるセルフヒーリング入門』でも、自らを「超能力ヒーラー」と称している。
2011年（平成23年）の東日本大震災発生以降には、器具や薬を使うことなく自分で自分を癒すヒーリングが世間で必要とされると確信し、ヒーリング能力は自分だけでなく誰にでも潜在しているとし、多くの人々にヒーリング内容を伝える活動を行なっている。

## 超能力者として

### ヒーリング能力
高塚自身の談によれば1989年（平成元年）、実母が心臓破裂で医師に臨終を言い渡された後、何となく手を母の胸にあてたところ、突然手の平に奇妙な感覚が走り、臨死体験をしていた母の心臓破裂が消滅し、死の淵から蘇り回復に至り、翌日病院の主治医から「原因は不明ですが、心臓破裂も消えて回復されました」と言い渡された。母の葬儀を手伝うことになっていた職場にもどり、母親が蘇生したことを話すと、その話が社内に広まり、体調が悪いという社内の人々に対し手をあててヒーリングを試すことになり、次々に重篤な病気を快復させた。ヒーリングの効果については、1994年のブーム当時には頭痛や腰痛といったありふれた体調不良はおろか、喘息、リウマチ、肺気腫、果ては失明、白血病、パーキンソン病、癌、エイズすら快復させた詳細な医療データが存在する。。
著名人では、真田広之は肩の靭帯の切断（真田広之#アクションスターから演技派へも参照）、ラモス瑠偉はアキレス腱の裂断、遠藤周作は二日酔いが高塚により回復したと語っており、映画『未知への旅人』で高塚役を演じた三浦友和も友人が高塚に治療を受けた。
皇族の方々をヒーリングしていた時、宮内庁に呼ばれ、鎌倉節宮内庁長官から「超能力者の肩書で正面玄関から皇室に入って来たのは貴方で２人目です」と言われ、高塚は「１人目は誰だろう？と、当時世間を賑わしていた霊能者などの名前を想像し、１人目は誰ですか？」と鎌倉長官に尋ねたら、「その人物は千年前の安倍晴明という人です」と言われ、その答えに高塚自身も驚いてしまったという。

### そのほかの能力
予知能力もあり、横浜駅伝の優勝国を事前に予知したこともあるという。1994年の自著『超能力サラリーマン タカツカヒカルの遺言』において2010年頃の日本の予言として、「緑より赤より厚い青の淵」「あらゆるものに塩が満ち、あらゆるものが塩になる」と述べているが、2011年の東日本大震災の後には、この「緑より……」は同震災、「塩が満ち」は震災による津波、「あらゆるものが塩になる」は福島第一原子力発電所事故の内容の予知にあたると解釈しており、同書を予言の書と主張している。もっとも、後には「緑より……」は福島原発を指し、「……塩になる」は「塩が満ち」同様に津波を指すと解釈を改めている。
自身のプロモートした前述の歌手・YUMIKO同様にスプーン曲げの能力があるとも語っており、テレビ番組で実演したこともある。そのほか、悪魔払いのようなこともしたと語っており、不運続きの家から電話で相談を受けたところ、その家の蔵に不運の原因があると見ぬき、それに祓をさせたところ運気が回復したことがある。

### 信憑性
1994年中のヒーリング能力者としてのブーム中においては高塚は、医師のもとで第三者による厳密かつ客観的な実験によると、ヒーリングを受けた相手は免疫の数値が最大で9.5倍まで上昇したという医療データがある。テレビ番組での実験時には、一般人からは出ないはずの電磁波、赤外線、熱エネルギーが自分から出ており、これが急激な免疫力の向上や傷の治癒を可能とすると考えているが、高塚自身にとっては間違いなく現象は起こるのだから、その原因や起因などは、どうでもいいことだと思っている。
日本の宗教史学者。元中央大学総合政策学部教授。明治大学特任教授宗教学者の中沢新一は、高塚がテレビのワイドショーで重篤な脳出血で半身不随の女性を、生番組でヒーリングにより簡単にその運動機能障害を快復させてしまったことに「この社会の貪欲な欲望が、今いちばん欲しがっているものを、自分がもっていることを、うっかり人に見せてしまった」彼は今「しまった」と思っていることだろう。私は同情をこめ、ハラハラしながら、彼の行く末を見守っているのである。と産経新聞に書いている。
また宗教学者の島田裕巳は、高塚の超常的な能力を肯定していないものの、治癒を求める側が「ここに来れば治る」と信頼感を抱くことで、本人の治癒力が向上する可能性を指摘している。「もうここしか頼るところはない」という思いが「治った」と自己暗示をかけたり、自然治癒力を高めるとの見方もある。
反オカルトで知られる大槻義彦は、映画『超能力者 未知への旅人』記者発表の会場に突然訪れ、「これまで気功やマッサージ、医療などあらゆる治療をやって治らなかった私の五十肩が、もし治ったら私は貴方を超能力者として認める」と200人以上来ていたTV・新聞・雑誌などマスコミ陣の前で宣言したことから、その場で高塚のヒーリングを受けて五十肩だった大槻の腕が痛みも消えて大きく動くようになり、「あの大槻教授、３分で高塚にひれ伏す」と書かれたり、当時の週刊誌やスポーツ新聞に大きく報じられた。しかし大槻によれば、その際の高塚は前述のように手をかざすのみならず、大槻の腕を曲げたり伸ばしたりの動作を数分間続けていたため、これをマッサージやリハビリテーション、もしくは一種の整体と解釈している。また、自身が事前に映画『未知への旅人』を見ていたことから暗示効果があったとも見ており、ほかの人々が受けたヒーリングについても、映画やテレビなどを通じての高塚からの暗示による効果であり、心理療法や催眠療法と似たものと考えている。それ以外の特殊なエネルギー、微粒子、波動などによる効果については一切否定しており、高塚の語る電磁波についても、医療用の磁気絆創膏より小さな数値である（実際には早稲田の大槻教授の研究室で、高塚を裸にして検査をした際、電磁波測定器がレッドゾーンを振り切ってしまい測定不能であった）ことから、ヒーリングの証明にはならないとして、高塚を超能力者としては全く認めていないが、大槻教授はしばしば友人を高塚のヒーリングを受けさせるため高塚のもとに連れてきている。そして当時はヒーリングを常に無償で行なっていることについて、報酬目当ての自称超能力者たちとは一線を画すると認めている。
高塚が治療可能としている大病のうち失明治療については、高塚自身も過去に事故で左目を失明しており、自身の能力で治癒可能と称しているものの、その後も失明したままである。これについて高塚は、自分を治すのは最後で良いと考えたとも、自分で自分を治すのは超能力者として体裁が悪いのでやめるよう高橋康夫に諭されたとも弁明している。また癌治療については、2008年（平成20年）に田中角栄元総理大臣の金庫番「越山会の女王」として知られる佐藤昭子の末期癌に対してヒーリングを施しており、佐藤は一時は高塚のおかげで癌が治ったものの、2010年（平成22年）に容態が急変し、肺癌により死去している。
未来予知については、未来が見えるのにもかかわらずナビードットコムを会社清算させたことを疑問視されそうなことに対し、自分は占い師を目指しているわけではないので、未来からの情報を受け取るための「天のパラボラ」なるものを閉じていたために予知できなかったと自著で述べている。また同じく自著の中で、自分が神秘の世界の住人であるため、会社清算前に社員が多数同席した会議の席で照明が突然割れたり、目の前で印鑑が消え去ったりと、会社清算に際して前兆があったとも語っている。
またスプーン曲げについても超能力によるものではないとの意見もあり、前述のテレビでの実演時に共演していた松尾貴史はそれを単なる力によるもので、誰にでもできるものだと指摘しており、高塚の前で自分もスプーン曲げを演じて見せ、彼を閉口させようと思ったが、「それって別に驚くことでもなく、そんな能力は誰にでもあるんですよ」と高塚に軽く一蹴されている。

## 著書
- 『神様の肩コリ』講談社、1992年1月27日。ISBN 978-4-06-205762-2。
- 『神様になったサラリーマン』東急エージェンシー出版事業部、1992年5月。ISBN 978-4-88497-003-1。
- 『超能力サラリーマンタカツカヒカルの履歴書』東急エージェンシー出版部、1994年6月。ISBN 978-4-88497-030-7。
- 『超能力サラリーマンタカツカヒカルのヒーリング・セミナー』東急エージェンシー出版部、1994年6月。ISBN 978-4-88497-031-4。
- 『超能力サラリーマンタカツカヒカルの遺言』扶桑社、1994年11月。ISBN 978-4-594-01582-4。
- 『タカツカヒカルの右脳開発セミナー』東急エージェンシー出版部、1995年8月。ISBN 978-4-88497-038-3。
- 『未来からのシグナル』毎日新聞社、1995年10月。ISBN 978-4-620-31079-4。
- 『タカツカヒカルの「超」健康法 症状別ヒーリングQ&A』東急エージェンシー出版部、1996年7月。ISBN 978-4-88497-051-2。
- 『誰でも簡単にできるセルフヒーリング入門 自己治癒』飛鳥新社、2010年4月。ISBN 978-4-87031-998-1。
- 『高塚光の「超」ヒーリングDVDブック 見るだけで奇跡が起きる!』マキノ出版〈マキノ出版ムック〉、2011年11月15日。ISBN 978-4-8376-6205-1。

## 作品
- ライフ・ケア・ミュージックの世界 (1994年、BGM集CD）
- タカツカヒカルの超気功術 心と身体を癒す能力（パワー）編 （1994年、VHS）
- タカツカヒカルの超気功術 Vol.2 女性にやさしい能力（パワー）編（1994年、VHS）
- 高塚光の「超ヒーリング講座」 (2013年、DVD)